# Carwyn James
Carwyn James (Cefneithin, 2 novembre 1929 – Amsterdam, 10 gennaio 1983) è stato un rugbista a 15 e allenatore di rugby a 15 gallese, attivo come mediano d'apertura passando tutta la carriera a Llanelli e ha collezionato due presenze con il Galles. Malgrado questo, è famoso soprattutto per i risultati raggiunti da allenatore con il Llanelli e i British and Irish Lions. Ha avuto un'esperienza in Italia con il Rovigo con cui vinse il campionato 1978-79.

## Biografia
Figlio di un minatore da Cefneithin, nel Carmarthenshire, fu insegnante di professione e in seguito universitario al Trinity College di Carmarthen. Giocò come mediano d'apertura per il Llanelli, disputando la prima partita mentre frequentava ancora la Gwendraeth Grammar School. Nel 1958 fu convocato 2 volte per il Galles, la seconda giocando come centro, ma sarebbe stato chiamato probabilmente più volte se non avesse dovuto competere per il posto da mediano d'apertura con Cliff Morgan.
James fu anche ardente patriota e parlatore di gallese e nel 1970 si candidò nelle elezioni generali del Regno Unito a Llanelli per il Plaid Cymru (partito indipendentista gallese). Nei suoi ultimi anni è poi stato cronista delle partite del Galles. Morì improvvisamente in una camera d'hotel ad Amsterdam nel 1983. Gli impianti sportivi alla Aberystwyth University sono stati dedicati a lui.
Dal 1999 fa parte dell'International Rugby Hall of Fame.
A livello sportivo si è distinto soprattutto come allenatore del Llanelli, che portò alla conquista di quattro Welsh Cup tra il 1973 e il 1976. Nel 1972 riuscì inoltre a sconfiggere col suo club gli All Blacks allo Stradey Park di Llanelli. Malgrado i suoi risultati non allenò mai la nazionale gallese, soprattutto per scelta personale. Nel 1971 comunque è stato coach durante il tour dei British and Irish Lions in Nuova Zelanda, l'unico in cui i Lions sono riusciti a vincere due partite contro gli All Blacks. Il suo stile di allenamento era fatto da parole calme e suggerimenti ai giocatori piuttosto che da ordini. Ha sempre professato una tattica d'attacco, credendo che se la squadra ha il possesso palla è in grado di attaccare, qualsiasi sia la posizione nel campo.
Allenò anche in Italia, dal 1977 al 1980, la squadra del Rovigo, vincendo uno scudetto.
Ancora oggi, in Italia e più precisamente a Pieve di Cento (Bologna), si viene ricordato attraverso il trofeo "Carwyn James", giunto alla 17ª edizione nel 2024 e vinta dalla rappresentativa del Rugby Pieve 1971 ASD allenata dai mister Selleri, Tramarin e Bianchi.
Il trofeo "Carwyn James" effettuato anche grazie al nipote di Carwyn, Llyr James, viene disputato tutti gli anni durante la settimana di Pasqua,ed è riservato a squadre giovanili italiane e gallesi.

## Palmares

### Allenatore
- WRU Challenge Cup: 4
Llanelli: 1973, 1974, 1975, 1976
- Campionati italiani: 1
Rovigo: 1978-79